# 杨凤一
杨凤一（1962年11月—），女，中国昆曲表演艺术家、戏剧活动家，一级演员，中国戏剧家协会副主席，北方昆曲剧院院长，中共十七大、十八大代表。